# Landesposaunenwart
Landesposaunenwart ist ein in der Regel hauptamtlich angestellter Mitarbeiter der evangelischen Posaunenarbeit. Die Posaunenarbeit nennt sich, je nach Region, auch Posaunenwerk (z. B. Hessen), Posaunenreferat (z. B. Württemberg), Posaunenmission (z. B. Sachsen). In diesen Organisationen nimmt er leitende Aufgaben (z. B. die Geschäftsführung) wahr. Stelleninhaber bringen heutzutage durchgehend akademische Qualifikationen mit und haben Fächer wie Kirchenmusik oder Schulmusik studiert. Auch der Abschluss als Orchestermusiker ist häufig vorhanden. Landesposaunenwarten obliegt in besonderer Weise die fachlich-musikalische, spirituelle und organisatorische Betreuung der ihnen anvertrauten Bläser. Arbeitgeber sind die Kirchen, Verbände oder Werke, in denen die Bläserarbeit jeweils organisiert ist.

## Aufgaben
Zu den innerverbandlichen Aufgaben gehört die Vertretung der Interessen und Sichtweise der Blechbläser im Gesamtzusammenhang des Arbeitgebers.
In der praktischen Arbeit stehen die Durchführung von Lehrgängen, Schulungsmaßnahmen und Ehrungen, die Abhaltung von Bezirksproben und Chorbesuchen im Mittelpunkt. Manchenorts sind Auswahlchöre zu betreuen. Die Ausrichtung regelmäßiger Posaunenfeste und Landesposaunentage gehört zur öffentlich wahrnehmbaren Seite des Berufs. In neu erscheinenden Notenausgaben wird von den Warten dazu geeignetes Noten- und Aufführungsmaterial komponiert, für den bläserischen Bedarf eingerichtet und verlegt.

## Ähnliche Bezeichnungen
Beim CVJM-Westbund und beim Bund Christlicher Posaunenchöre Deutschlands (BCPD) heißt die Position Bundesposaunenwart. Da sich in der zweiten Hälfte des 20. Jahrhunderts viele Posaunenchöre für weibliche Mitglieder öffneten, gibt es heute in manchen Verbänden auch Landesposaunenwartinnen.
Der Gnadauer Posaunenbund kannte bis 1990 ebenfalls die Rolle eines Bundesposaunenwartes; er leitete in der Regel den Bundesposaunentag.
Im Evangelischen Jugendwerk Württemberg (ejw) heißt die Position Landesreferent für Posaunenarbeit bzw. Posaunenreferent.

## Landes- und Bundesposaunenwarte (Auswahl)
| Posaunendienst                                        | Aktuelle | Ehemalige                                                                                             |
| ----------------------------------------------------- | --- | --- |
| Anhalt                                                | Steffen Bischoff                                                                                               | |
| Baden                                                 | Armin Schaefer, Heiko Petersen                                                                                 | Ludwig Pfatteicher, Dieter Bischoff, Siegfried Markowis, Werner Both, Emil Stober, Wilhelm Bießecker  |
| Bayern                                                | Dieter Wendel, Kerstin Dikhoff, Anne-Barbara Höfflin, Ralf Tochtermann, Sven Menhorn                           | Hans Knöllinger, Hans-Ulrich Nonnenmann                                                               |
| Berlin-Brandenburg-schlesische Oberlausitz            | Michael Dallmann, Christian Syperek (seit 2021), Traugott Forschner, Michael Knake                             | Ottfried Gabriel, Siegfried Zühlke, Barbara Barsch (1977–2021)                                        |
| Braunschweig                                          | Sebastian Harras                                                                                               | Siegfried Markowis, Manfred Glowatzki                                                                 |
| Bremen                                                | Rüdiger Hille                                                                                                  | Werner Urban                                                                                          |
| Bund Christlicher Posaunenchöre Deutschlands          | Roland Werner (Bundesposaunenwart)                                                                             | |
| CVJM                                                  | Klaus-Peter Diehl, Matthias Schnabel                                                                           | Wilhelm Schmidt                                                                                       |
| Gnadauer Posaunenbund                                 | | Horst Wilm (Bundesposaunenwart von 1965 bis 1990)                                                     |
| Hannover                                              | Hayo Bunger, Christian Fuchs, Reinhard Gramm, Henning Herzog, Günter Marstatt, Lennart Rübke, Moritz Schilling | Silke Lindenschmidt (2002–2014), Michael Junker (1990–2014), Hannes Dietrich (2014–2017), Ulf Pankoke |
| Hessen und Nassau                                     | Johannes Kunkel, Frank Vogel, Albert Wanner                                                                    | Peter Schreiber                                                                                       |
| Kurhessen-Waldeck                                     | Andreas Jahn, Philip Schütz, Simon Langenbach                                                                  | Friedel W. Böhler, Monika Hofmann, Ulrich Rebmann (1996–?), Marshall Lamohr                           |
| Lippe                                                 | Christian Kornmaul                                                                                             | Heiner Rose                                                                                           |
| Mitteldeutschland                                     | Matthias Schmeiß, Frank Plewka                                                                                 | Walter Jüterbock (1947–1977), Manfred Röse (1972–1990), Klaus Ullmann (1977–2003)                     |
| Nordkirche, Posaunenwerk Hamburg – Schleswig-Holstein | Werner Petersen, Daniel Rau                                                                                    | Johannes Oldsen                                                                                       |
| Nordkirche, Posaunenwerk Mecklenburg-Vorpommern       | Martin Huss | Hans Peter Günther                                                                                    |
| Oldenburg                                             | Christian Strohmann                                                                                            | Johannes Horn                                                                                         |
| Pfalz                                                 | Matthias Fitting                                                                                               | Traugott Baur, Christian Syperek (?–2021)                                                             |
| Reformierte Kirche                                    | Helga Hoogland                                                                                                 | |
| Rheinland                                             | Jörg Häusler                                                                                                   | Eckart Berghaus, Günter Klenk, Matthias Nagel                                                         |
| Sachsen                                               | Tilman Peter, Maria Döhler, Tommy Schab, Ulrich Meier                                                          | Friedel W. Böhler, Volkmar Thomser, Andreas Altmann, Siegfried Mehlhorn, Jörg-Michael Schlegel        |
| Schaumburg-Lippe                                      | Siebelt Meier                                                                                                  | |
| Westfalen                                             | Ulrich Dieckmann, Andreas Tetkov                                                                               | Werner Benz, Karl-Heinz Saretzki, Daniel Salinga                                                      |
| Württemberg                                           | Hans-Ulrich Nonnenmann, Albrecht Schuler, Michael Püngel, Regina Heise, Brigitte Kurzytza                      | Erhard Frieß (1985–1999), Wilhelm Mergenthaler (1969–1984), Hermann Mühleisen (1929–1968)             |